# Paula Johnson (Triathletin)
Paula Johnson (* 1957) ist eine ehemalige US-amerikanische Triathletin und Ironman-Siegerin (1988, 1993). 

## Werdegang
Sie schaffte es 1988 als erste Frau, einen Ironman (3,86 km Schwimmen, 180,2 km Radfahren, 42,195 km Laufen) in einer Zeit unter zehn Stunden zu beenden und gewann in Penticton den Ironman Canada.
1993 gewann sie mit dem Ironman Canada ihr zweites Ironman-Rennen.

## Sportliche Erfolge
| Datum/Jahr    | Rang | Wettbewerb        | Austragungsort    | Zeit     | Bemerkung |
| ------------- | ---- | ----------------- | ----------------- | -------- | --- |
| 24. Juli 2005 | 27   | Ironman USA       | Lake Placid       | 12:37:10 | |
| 25. Juli 2004 |      | Ironman USA       | Lake Placid       | 13:03:10 | |
| 27. Juli 2003 |      | Ironman USA       | Lake Placid       | 13:52:36 | |
| 27. Aug. 1995 | 4    | Ironman Canada    | Penticton         | 09:57:46 | |
| 1995          | 2    | Ironman Australia | Forster           | 09:47:58 | hinter der Siegerin Wendy Ingraham                                                                                       |
| 29. Aug. 1993 | 1    | Ironman Canada    | Penticton         | 09:40:28 | persönliche Bestzeit |
| 1993          | 2    | Ironman Lanzarote | Puerto del Carmen | 10:52:40 | Paula Johnson erreichte hinter der Niederländerin Katinka Wiltenburg und vor der Deutschen Katja Mayer den zweiten Rang. |
| 1988          | 1    | Ironman Canada    | Penticton         | 09:50:15 | Paula Johnson erreichte hier als erste Frau eine Zeit unter zehn Stunden.                                                |

(DNF – Did Not Finish)